# Abadia de Nonantola

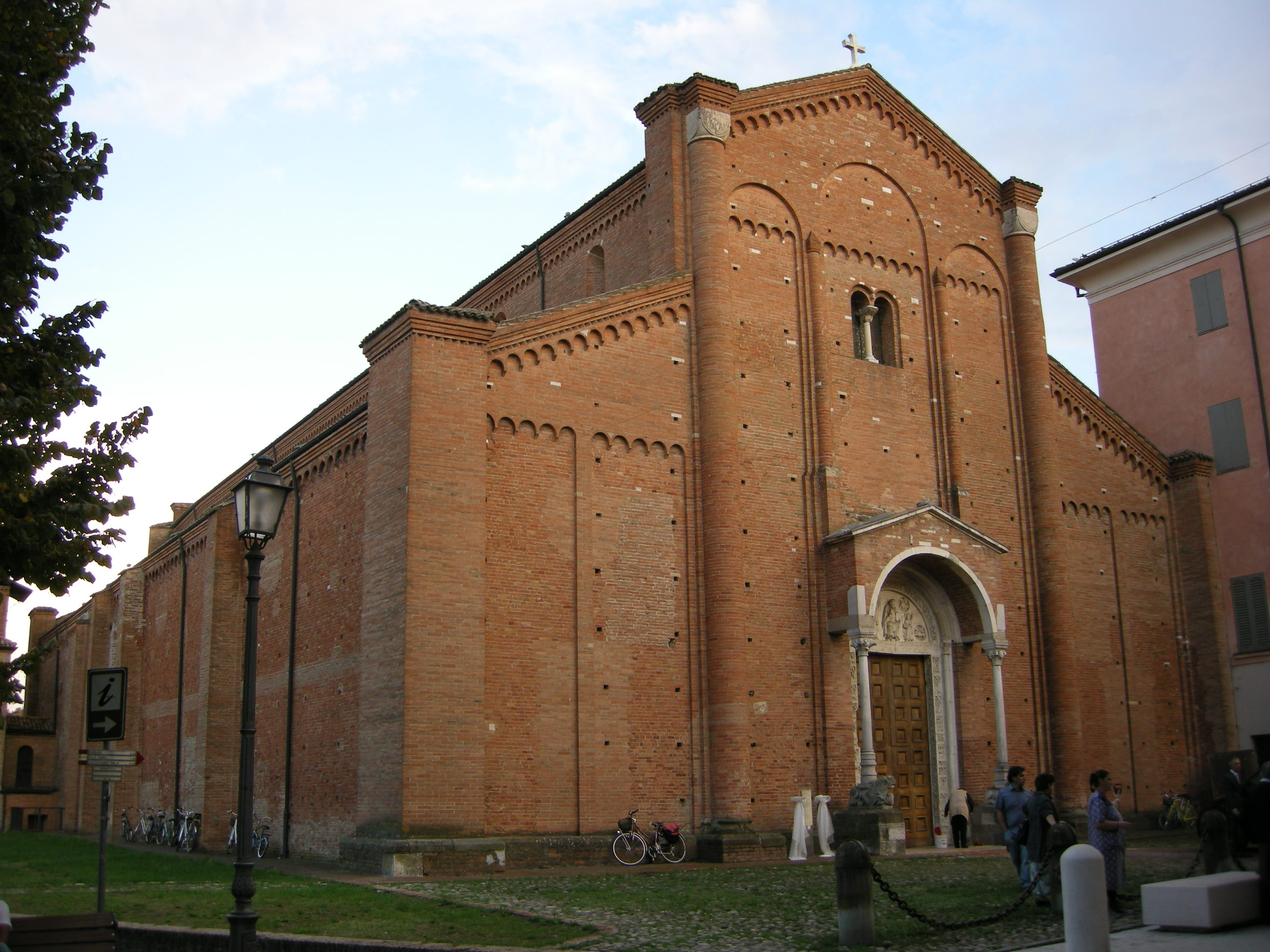
Abadia de Nonantola

A Abadia de Nonantola, dedicada a S. Silvestre, é um antigo mosteiro beneditino e prelature nullius, situada em Nonantola, a cerca de 10 km de Módena, na região italiana da Emília-Romanha.
Foi fundada em 752 por Santo Anselmo (de Nornantola), duque do Friul e ricamente dotada por Astolfo, rei dos lombardos. O Papa Estêvão II nomeou Anselmo como seu primeiro abade e ofereceu ao mosteiro as relíquias de S. Silvestre, daí ser chamada S. Silvestre de Nonantula.
Depois da morte de Astolfo (756) Anselmo foi banido para Monte Cassino pelo rei Desidério, mas voltou depois de sete anos por vontade de Carlos Magno. Até 1083 foi um mosteiro imperial, sujeito a constantes intervenções imperiais aquando da nomeação dos abades.
No início da Questão das Investiduras, alinhou do lado do imperador, até ser forçada a submeter-se ao papa por Matilde da Toscana, em 1083. Mas só em 1111 se declarou abertamente do lado do papa, sendo nesse ano escrita por Plácido, um famoso monge de Nonantola, "De honore Ecclesiæ", uma importante defesa da posição do papa no Questão das Investiduras. O declínio do mosteiro começou em 1419, quando caiu sob jurisdição de abades comendatários.
Em 1514 passou para as mãos dos cistercienses, mas continuou a decair até ser suprimida pelo papa Clemente XIII em 1768. A 23 de Janeiro de 1821 foi restaurada pelo papa Pio VII como prelature nullius e ligada à Arquidiocese de Módena-Nonantola.